# Idle Hands
Idle Hands är en amerikansk skräckkomedi från 1999.
Filmen släpptes senare än vad det först var tänkt på grund av Columbine-massakern.[källa behövs]

## Handling
Anton Tobias (Devon Sawa) är en lat skolpojke, som istället för att vara i skolan för det mesta sitter hemma, ser på TV och röker på. Allt är väl ända tills en mördare kommer till stan och en dag under Halloween blir hans föräldrar mördade. Härifrån går det bara utför.

## Om filmen
Filmen är inspelad i Hollywood, Los Angeles, Pasadena, Santa Clarita samt i Sony Pictures Studios i Culver City.
Bandet som uppträder på skoldansen är The Offspring.
Den hade världspremiär i USA den 30 april 1999 och har inte haft svensk premiär.

## Rollista (urval)
| Devon Sawa      | – Anton Tobias                                                              |
| Seth Green      | – Mick                                                                      |
| Elden Henson    | – Pnub                                                                      |
| Jessica Alba    | – Molly                                                                     |
| Vivica A. Fox   | – Debi LeCure                                                               |
| Jack Noseworthy | – Randy                                                                     |
| Kyle Gass       | – kille på Burger Jungle                                                    |
| Dexter Holland  | – sångare i bandet                                                          |
| Greg K.         | – basgitarrist i bandet                                                     |
| Noodles         | – gitarrist i bandet                                                        |
| Ron Welty       | – trummis i bandet                                                          |
| Tom DeLonge     | – expedit på Burger Jungles drive through "Alright!" (cameo, ej krediterad) |

## Musik i filmen
- Peppyrock, skriven och framförd av BTK
- Bloodclot, skriven av Tim Armstrong och Lars Frederiksen, framförd av Rancid
- Shout at the Devil, skriven av Nikki Sixx, framförd av Mötley Crüe
- Santeria, skriven av Brad Nowell, Floyd Gaugh och Eric Wilson, framförd av Sublime
- Core (in Time), skriven och framförd av Davíd Garza
- I Am A Pig, skriven av Rob Halford, John Lowery och Bob Marlette, framförd av Two
- Pop That Coochie, skriven av Luther Campbell, David Hobbs, Christopher Wongwon och Mark Ross, framförd av 2 Live Crew
- How Do You Feel, skriven av Vanessa Daou och Peter Daou, framförd av Vanessa Daou
- Dragula, skriven av Rob Zombie och Scott Humphrey, framförd av Rob Zombie
- Rude Boy Rock, skriven av Justin Robertson, framförd av Lionrock
- Glow in the Dark, skriven och framförd av Davíd Garza
- Second Solution, skriven av Chris Cheney, framförd av The Living End
- Mindtrip, skriven av Ed Udhus, Ali Tabatabaee, Greg Bergdorf, Justin Mauriello och Ben Osmundson, framförd av Zebrahead
- New York Groove, skriven av Russell Ballard, framförd av Ace Frehley
- I Wanna Be Sedated, skriven av Joey Ramone, Johnny Ramone och Douglas Colvin
- Beheaded, skriven och framförd av The Offspring
- Cailin, skriven av Scott Russo, Wade Youman, Rob Brewer och Steve Morris, framförd av Unwritten Law
- Push It, skriven av Wayne Wells, Antonio Campos, Koichi Fukuda och Ken Lacey, framförd av Static-X